# Bi kịch của mảnh đất công
Bi kịch của mảnh đất công là một thuật ngữ kinh tế học chỉ hiện tượng các tài sản chung được phép sử dụng tự do dẫn tới việc khai thác kiệt quệ các tài nguyên này. Thuật ngữ này do Garrett Hardin đặt ra trong bài nghiên cứu có tiêu đề "The Tragedy of the Commons" của ông đăng trên tạp chí Science năm 1968.. Tuy nhiên, trước Hardin rất lâu cũng đã có những nghiên cứu về hiện tượng này.

## Từ nguyên học
Cụm từ "mảnh đất công (tiếng Anh: commons)" trong thuật ngữ trên xuất phát từ những vùng đất tự quản chuyên dành để cho gia súc ăn ở xứ Wales và Anh. Do là tự quản, nên thực chất là không có ai giám sát, điều tiết. Nếu là đồng cỏ của riêng, nông dân sẽ có sự điều chỉnh để súc vật của mình khỏi ăn hết cỏ dẫn tới sau này không còn cỏ cho chúng ăn tiếp. Song nếu là đồng cỏ của công, nông dân có thể tính rằng nếu mình không để gia súc của mình được ăn thoải mái trong khi người khác cho gia súc của họ ăn thoải mái thì mình bị thiệt. Nông dân với hành vi tối đa hóa lợi ích bản thân đã đua nhau mang gia súc của mình tới đây cho ăn cỏ càng nhiều càng tốt mà không có ai quan tâm đến việc chừa chỗ cho đồng cỏ tái sinh. Kết cục, những đồng cỏ của công này đã bị khai thác đến kiệt quệ và cằn cỗi. Bản thân nông dân trở nên bị thiệt thòi khi gia súc của mình bị mất một chỗ ăn cỏ miễn phí.

## Mô hình hóa
Kinh tế học áp dụng lý thuyết trò chơi để diễn tả bị kịch của mảnh đất công. Trò chơi bi kịch của mảnh đất công là một loại trò chơi có tổng không bằng zero. Mỗi người chơi đều thực hiện chiến lược Nash (giả định hành động của người khác là tối đa hóa lợi ích của bản thân rồi tự mình cũng tối đa hóa lợi ích của mình). Cân bằng của trò chơi là một cân bằng Nash tại đó lợi ích toàn thể xã hội thấp hơn trong trường hợp các kết quả khác.

## Các "bi kịch của mảnh đất công" hiện đại
Trong kinh tế học, người ta quan sát thấy nhiều hiện tượng "bi kịch của mảnh đất công" như thế mặc dù biểu hiện không hoàn toàn giống những gì đã xảy ra ở những cánh đồng của công ở các xứ Wales và England. Chẳng hạn, để hấp dẫn các nhà đầu tư vào địa bàn của mình, các chính quyền địa phương có thể đua nhau đưa ra các ưu đãi đầu tư dưới dạng miễn giảm thuế, cấp mặt bằng kinh doanh, chuẩn bị sẵn cơ sở hạ tầng sao cho địa phương mình hấp dẫn hơn địa phương khác. Kết cục là lợi ích ròng hay chênh lệch giữa số thu được từ các khoản đầu tư mà các nhà đầu tư rót vào và các khoản chi tiêu công cộng mà chính quyền địa phương đã bỏ ra có thể chỉ còn không đáng kể.
"Bi kịch của mảnh đất công" thường thấy trong việc quản lý và sử dụng các hàng hóa công cộng. Do không có cơ chế hiệu quả quản lý việc sử dụng hàng hóa công cộng, người ta có xu hướng sử dụng quá mức hoặc sử dụng lãng phí các hàng hóa này.

## Giải pháp
Ở xứ Wales và England, khi bi kịch của mảnh đất công xảy ra, người ta áp dụng giải pháp đóng cửa các mảnh đất này. Ngày nay, giải pháp thường được sử dụng để khắc phục "bi kịch của mảnh đất công" trong kinh tế là tổ chức điều tiết việc sử dụng. Ví dụ, để tránh cho các địa phương tham gia vào cuộc cạnh tranh, chính quyền trung ương sẽ đứng ra điều phối. Một giải pháp khác là tư nhân hóa và củng cố các quy định về quyền tài sản.

## Bi kịch của mảnh đất công trong các lĩnh vực khác
Môi trường có thể xem là một mảnh đất công nơi mà các nhà máy tranh thủ xả ra các chất thải, nước thải và khí thải. Sáng kiến sử dụng quota xả chất thải trong Nghị định thư Kyoto được xem là một giải pháp để khắc phục bi kịch của mảnh đất công trong lĩnh vực môi trường.